# 假名手本忠臣藏

大石良雄的家紋：「二つ巴」

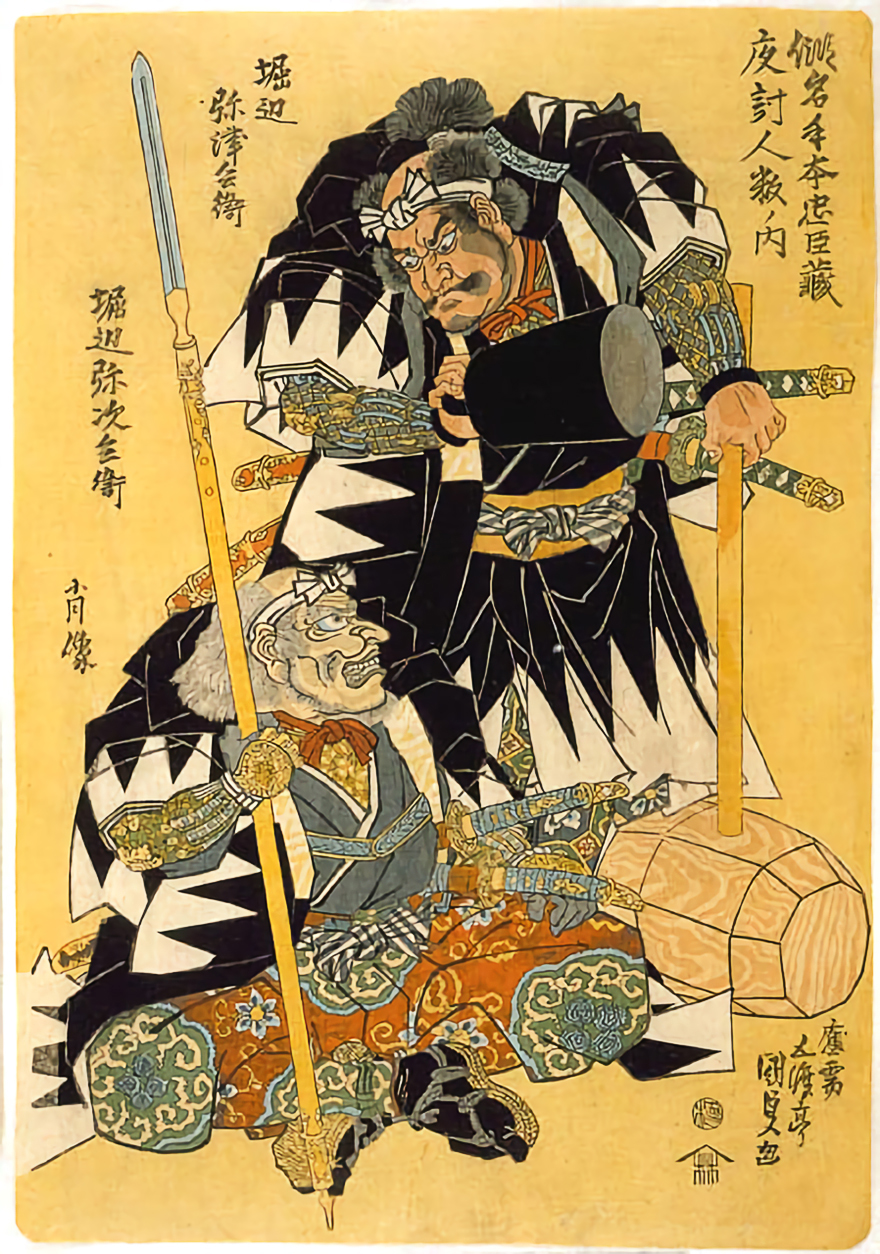
堀部弥兵衛与堀部安兵衛　歌川国貞作

《假名手本忠臣藏》（日语：〔〕／ Kanadehon Chushingura）是以元祿赤穗事件为題材的人形浄瑠璃、歌舞伎的代表性剧目。寛延元年（1748年）8月，在大坂竹本座初演。通称《忠臣藏》。

## 概要
假名手本忠臣藏的剧本是由二代目竹田出雲、三好松洛、並木千柳合作，全剧十一段，取材于《太平記》卷二十一「塩冶判官讒死の事」。

## 關連項目
- 元禄赤穂事件
- 赤穂浪士
- 忠臣藏
- 歌舞伎
- 人形浄瑠璃